# Matías Cahais
Matías Cahais (Morón, Buenos Aires, Argentina; 24 de diciembre de 1987) es un futbolista argentino que juega de defensor central. Actualmente se encuentra en Excursionistas de la Primera B de Argentina.

## Trayectoria

### Boca Juniors
Debutó en Boca Juniors a los 17 años, en el empate 0-0 contra Quilmes. Su primer gol lo convirtió en el partido siguiente en la derrota ante Almagro por 3-2.
En Boca Juniors ganó tres títulos, el Torneo Clausura 2006, la Recopa Sudamericana 2006 y la Copa Libertadores 2007.

### Groningen
En enero de 2008 fue cedido a préstamo por 18 meses al Groningen de Holanda.

### Gimnasia de Jujuy
En enero de 2009 acordó su incorporación a Gimnasia y Esgrima de Jujuy a préstamo por seis meses y se fue al descenso con aquel equipo.

### Racing Club
Aunque en junio del año 2009 volvió a Boca Juniors, fue cedido nuevamente, esta vez a Racing Club. Luego de buenos rendimientos, el equipo de Avellaneda le compró el 100% del pase a Boca por U$D1.000.000.

### Universidad Católica
En 2014 y 2015 jugó en el fútbol chileno con la Universidad Católica.

### Independiente Medellín
En la temporada 2015-2016 jugó en el fútbol colombiano con Independiente Medellín

### Tiburones Rojos de Veracruz
A finales del mes de junio del 2016, Matías Cahais firmó con el equipo Tiburones Rojos de Veracruz en el fútbol mexicano, para reforzar la defensa central.

### Vuelta a Racing Club
En el año 2017, por el incumplimiento de pagos, regresa temporalmente al club, donde se entrenó con la reserva y no dispuso de minutos de juego.

### Olimpo
En junio de 2017 firma un contrato por una temporada con el Club Olimpo, volviendo así a la Primera División de Argentina luego de 3 años en el fútbol extranjero. Con el descenso del equipo bahiense consumado un par de fechas antes del final del torneo, rescinde su contrato a finales de abril de 2018 para ayudar en la economía del club.

### San Martín de Tucumán
En julio de 2018 es contratado por San Martín de Tucumán para disputar la Superliga de Argentina. Este fue el quinto club argentino en el que jugó Matías y el segundo al mando de Ruben Forestello.

### O'Higgins
El 23 de julio de 2019 se hace oficial su traspaso al Club Deportivo O'Higgins de la Primera División de Chile, tras un semestre en el Syrianska FC de Suecia, siendo esta su segunda participación en el fútbol chileno tras su paso por la Universidad Católica. Debutó con el cuadro celeste el 28 de julio, en la caída 3-6 de los rancagüinos ante Deportes Antofagasta en el Estadio El Teniente, donde Cahais se estrenó con un gol. El zaguero permaneció durante un año y medio en el equipo de Rancagua, siendo titular indiscutido en la defensa del club celeste formando dupla junto a Albert Acevedo. En su estadía en O'Higgins, disputó un total de 70 partidos, en los que convirtió 5 goles.

### Curicó Unido
Luego de no renovar con O'Higgins, el 17 de enero de 2022 fue oficializado como nuevo refuerzo de Curicó Unido de la Primera División de Chile. Su debut con el equipo curicano llegó el 20 de febrero, entrando desde el banco de suplentes en la caída 1-0 de su equipo ante la Universidad Católica en el Estadio San Carlos de Apoquindo.

## Selección nacional
Se consagró campeón del Campeonato Sudamericano Sub-17 de 2003.
Con las selección sub-20 jugó 24 partidos y convirtió 3 goles. Se consagró campeón con la Selección Argentina en la Copa Mundial Sub-20 de 2007, en la que fue capitán.

### Participaciones en Copas del Mundo juveniles
| Mundial                               | Sede   | Resultado |
| ------------------------------------- | ------ | --------- |
| Copa Mundial de Fútbol Sub-20 de 2007 | Canadá | Campeón   |

## Clubes
| Club                   | País         | Año       | Partidos | Goles |
| ---------------------- | ------------ | --------- | -------- | ----- |
| Boca Juniors           | Argentina    | 2005-2008 | 14       | 1     |
| Groningen              | Países Bajos | 2008      | 17       | 1     |
| Gimnasia y Esgrima (J) | Argentina    | 2009      | 15       | 1     |
| Racing Club            | Argentina    | 2009-2014 | 174      | 4     |
| Universidad Católica   | Chile        | 2014-2015 | 16       | 1     |
| Independiente Medellín | Colombia     | 2015-2016 | 35       | 2     |
| Tiburones de Veracruz  | México       | 2016-2017 | 14       | 1     |
| Olimpo                 | Argentina    | 2017-2018 | 22       | 0     |
| San Martín (T)         | Argentina    | 2018-2019 | 5        | 0     |
| Syrianska FC           | Suecia       | 2019      | 13       | 2     |
| O'Higgins              | Chile        | 2019-2021 | 70       | 5     |
| Curicó Unido           | Chile        | 2022-2024 | 64       | 4     |

## Palmarés

### Títulos nacionales
| Título              | Equipo                 | País      | Año    |
| ------------------- | ---------------------- | --------- | ------ |
| Primera División    | Boca Juniors           | Argentina | 2006-C |
| Categoría Primera A | Independiente Medellín | Colombia  | 2016-A |

### Títulos internacionales
| Título                       | Equipo                     | Sede         | Año  |
| ---------------------------- | -------------------------- | ------------ | ---- |
| Recopa Sudamericana          | Boca Juniors               | São Paulo    | 2006 |
| Copa Libertadores de América | Boca Juniors               | Porto Alegre | 2007 |
| Copa Mundial Sub-20          | Selección Argentina Sub-20 | Canadá       | 2007 |

## Enlaces axternos
- Matias Cahais en Twitter

- Datos: Q2479350
- Multimedia: Matías Cahais / Q2479350